# Брандоа
Брандоа (порт. Brandoa)  —  район (фрегезия) в Португалии,  входит в округ Лиссабон. Является составной частью муниципалитета  Амадора. Находится в составе крупной городской агломерации Большой Лиссабон. По старому административному делению входил в провинцию Эштремадура. Входит в экономико-статистический  субрегион Большой Лиссабон, который входит в Лиссабонский регион. Население составляет 15 647 человек на 2001 год. Занимает площадь 2,39 км².
Покровителем района считается Тереза-де-Лизьеуш (порт. Teresa de Lisieux). 